# Liste der Baudenkmale in Iven
In der Liste der Baudenkmale in Iven sind alle denkmalgeschützten Bauten der Gemeinde Iven (Mecklenburg-Vorpommern) und ihrer Ortsteile aufgelistet. Grundlage ist die Veröffentlichung der Denkmalliste des Landkreises Ostvorpommern mit dem Stand vom 30. Dezember 1996. 

## Baudenkmale nach Ortsteilen

### Iven
| ID | Lage           | Bezeichnung                                                                                    | Beschreibung | Bild                                                                                           |
| -- | -------------- | ---------------------------------------------------------------------------------------------- | ------------ | ---------------------------------------------------------------------------------------------- |
|    |                | Dorfanger                                                                                      |              | Dorfanger                                                                                      |
|    | (Karte)        | Friedhof mit Umfassungsmauer, hist. Grabzeichen, Kriegerdenkmal, Altbaumbestand                |              | Friedhof mit Umfassungsmauer, hist. Grabzeichen, Kriegerdenkmal, Altbaumbestand                |
|    |                | Gutsanlage mit rechtem und linkem Stallspeicher und straßenseitigem Kopfbau des Schweinestalls |              | Gutsanlage mit rechtem und linkem Stallspeicher und straßenseitigem Kopfbau des Schweinestalls |
|    | (Karte)        | Kirche                                                                                         |              | Weitere Bilder                                                                                 |
|    | Nr. 8 (Karte)  | ehem. Pfarrhaus mit Pfarrgarten                                                                |              |                                                                                                |
|    | Nr. 16 (Karte) | Stallspeicher                                                                                  |              |                                                                                                |
|    | Nr. 20 (Karte) | Wohnstallhaus                                                                                  |              |                                                                                                |
|    | Nr. 23 (Karte) | Dorfkrug mit Saalanbau                                                                         |              | Dorfkrug mit Saalanbau                                                                         |
|    | Nr. 64 (Karte) | ehem. Schule (Wohnhaus)                                                                        |              |                                                                                                |
|    | Nr. 78 (Karte) | Gehöft mit Wohnhaus, Stallspeicher, Hofmauer mit Toranlage                                     |              | Gehöft mit Wohnhaus, Stallspeicher, Hofmauer mit Toranlage                                     |
|    | Nr. 82 (Karte) | Landarbeiterhaus, Doppelhaushälfte                                                             |              |                                                                                                |

## Quelle
- Bericht über die Erstellung der Denkmallisten sowie über die Verwaltungspraxis bei der Benachrichtigung der Eigentümer und Gemeinden sowie über die Handhabung von Änderungswünschen (Stand: Juni 1997; PDF, 934 kB)

- Karte mit allen Koordinaten:
- OSM |
- WikiMap